# Naprej v preteklost
Naprej v preteklost je proza, katere avtor je pisatelj Milan Dekleva. Prozno delo je izšlo leta 1997 v Zbirki Pisanice.

## Kratka vsebina
Zgodba govori o dečku Mihu Jazbinšku, ki se je odločil, da bo napisal znanstvenofantastično zgodbo z naslovom Naprej v preteklost. Glavni junak te zgodbe je Miha sam. Zgodba opisuje potovanje prijateljev skozi čas. Potovali so s časovnim strojem, zato so se znašli v različnih časovnih obdobjih. Najprej so se odpravili daleč nazaj v preteklost, v čas Rimljanov, kjer so naleteli na rimske vojake, kateri nad prišleki niso bili zadovoljni. Otroci so se po hitrem postopku odločili, da bodo raje odpotovali v petnajsto stoletje, kjer so bili priča pravemu konjeniškemu boju. Nad potovanjem so bili navdušeni, zato so pot nadaljevali na gradu Bogenšperk, kjer je bival Janez Vajkard Valvasor. Slednjega so tako prestrašili, da sta z njegovo gospodinjo nemudoma zbežala. 
Zopet so pognali časovni stroj in odpotovali v leto 1943.  Naleteli so na nemške stražarje, kateri so jih nemudoma onesposobili in odpeljali k svojemu vodji – Adolfu Hitlerju. Andrej je diktatorju rekel par krepkih, posledica tega pa sta bila beg in lovljenje. Otroci so komaj da prihiteli v časovni stroj in ga pred očmi presenečenega vojaka znova pognali ter izginili. Pristali so v letu 1999, kjer so spoznali Lepo Vido iz Šentvida. Odločili so se, da se odpravijo domov, toda kmalu so ugotovili, da se v časovnem stroju pelje še nekdo – Lepa Vida. Njena prisotnost jih je tako zmedla, da niso vedeli, da so namesto v letu 1996 pristali v letu 1896. Ob pogledu na mesto so ugotovili, da so pristali v obdobju, ki zaznamuje čas potresa v Ljubljani. Lepa Vida si je ob pogledu na mesto zaželela oditi domov, zato so jo na njeno željo odpeljali nazaj v leto 1999. Nato je Miha dobil idejo in jih popeljal v čas Franceta Prešerna.  Slednjega so spoznali in mu povedali, da se morajo v šoli učiti njegove pesmi. Prešeren jim je odgovoril, da teh pesmi sploh ne pozna. Otroci so nadaljevali, da je njegova pesem Zdravljica državna himna, Prešeren pa se je ob tem le smejal. Otroci so mu pesem narekovali, Prešeren pa si jo je zapisal in se jim zahvalil.
Otroci so se odločili, da se po dolgem potovanju vrnejo domov. Za krmilo je prijel Andrej, ki jih je namesto v sedanjost odpeljal daleč v prihodnost. Otroci so se tam srečali s čudnimi bitji, roboti, ki so imeli leteče avtomobile in ki so govorili robotsko. Mojca se je tako razburila, da je Miho hitro potegnila v časovni stroj in le-tega pognala nazaj v preteklost. Noben od njiju pa ni ugotovil, da v kabini ni Andreja. Ko sta prispela domov, sta opazila, da je Andrej ostal v prihodnosti.  Hitro sta pognala časovni stroj in s sabo vzela še Mihinega psa Šnofa, saj bi jima lahko prišel prav pri reševanju prijatelja.  Imela sta prav, saj so roboti mislili, da je Šnof njihov Kosmati bog. Andreja so le s težavo rešili in se končno vkrcali v časovni stroj in se odpeljali. 
Miha ni vedel, kako bi zgodbo končal, zato so si Miha, Mojca in Andrej izmislili konec, kjer bi se časovni stroj pokvaril in pristal na Luni, kjer bi divjala vojna, … in ko bi se vojna končala, bi Miha Jazbinšek izdal superuspešnico z naslovom Naprej v preteklost.

## Glavne osebe
Glavna oseba je Miha Jazbinšek, ki hodi v osmi razred osnovne šole. Miha je genialec, saj je pri svojih trinajstih letih sestavil prvi časovni stroj v Sloveniji, zato je bil Mojci, ki je stanovala v isti stolpnici kot Miha, tako zelo všeč. In tudi Mihu je bila Mojca všeč, saj je imela lepe svetle lasje in modre oči. Spoznamo tudi Mihinega in Mojčinega prijatelja Andreja, ki je hodil v peti razred. Na koncu spoznamo še Mihinega kuža Šnofa, ki prijateljem pomaga, da se vrnejo nazaj v sedanjost.

## Književni prostor in čas
Književni prostor je postavljen na različna mesta, saj Miha in njegovi prijatelji potujejo skozi čas. Tako se znajdejo v času Rimljanov, v času Janeza Vajkarda Valvasorja, Ivana Cankarja, Franceta Prešerna, Adolfa Hitlerja in nenazadnje tudi v prihodnosti, kar Mihu in njegovim prijateljem prinese največ težav.
Celotna zgodba se odvije v kratkem času. Čeprav otroci potujejo skozi različna časovna obdobja, so v sedanjosti odsotni le kratek čas.

## Jezik
Delo Naprej v preteklost je proza, za katero je značilen navaden in ne po posebnih obrazcih urejen jezik. Gre za zborni jezik, uporabljenih pa je tudi nekaj slengovskih besed.